# باتي هيرست
باتريسيا كامبل هيرست (بالإنجليزية: Patricia Campbell Hearst) (ولدت في 20 فبراير 1954)، والتي تعرف الآن باسم باتريسيا هيرست، هي حفيدة الأمريكي وليام راندولف هيرست. وبحسب قولها إنها أصبحت معروفة وطنياً لأحداث اختطافها في عام 1974، في حين كانت طالبة في عمر 19 عاماً، وكانت تعيش في بيركلي كاليفورنيا في تلك الفترة.
اختطف هيرست من قبل مجموعة يسارية إرهابية تعرف باسم جيش التحرير التكافلي. بعدما كانوا يهددونها بالقتل، لأنها أصبحت تتبعهم وتساعدهم في الأمور التي يقومو بها غصباً عنها، هذا ما جعل أنشطتهم الغير مشروعة لها صداً كبيراً.
تم العثور على هيرست بعد 19 شهراً من اختطافها، وهو التاريخ الذي كانت المجموعة هاربة من العدالة بتهم ارتكاب جرائم خطيرة، واحتجزت هيرست في السجن، على الرغم من أن عائلتها كانت تطمح الإفراج عنها في محكمتها، وأثناء محاكمتها، قدمت النيابة الطابع الأخلاقي والتقارير الطبية قضية، مما يشير إلى أنها لم تتعرض للاغتصاب أثناء احتجازها كأسيرة لدى جيش التحرير السيمبيوني. أدينت هيرست في قضية السطو على إحدى البنوك للفترة طويلة، والنائب العام لم يتقبل الأمر واعتبرها حكم غير عادل.

## حياتها
ولدت هيرست في سان فرانسيسكو بكاليفورنيا، وهي الابنة الثالثة من خمس بنات، دخلت مدرسة كريستال سبرينغز للبنات ومدرسة سانتا كاتالينا في مونتيري. وعلى الرغم من أن جدها يعد من الأثرياء، ووالدها الوارث له، إلا أن هيرست لا تعطي اهتماماً للموضوع وليس لها أي سيطرة في إدارة هذه الأمور، وصرحت أنه أمر شخصي. في وفترة اختطافها كانت طالبة في جامعة دراسة تاريخ الفن.

## عائلتها
جدها وليام راندولف هيرست هو من أنشأ أكبر صحيفة إخبارية في ذلك الوقت وكان اختصاصها مجال الفن من الدرجة الأولى، كما الحال عند جدتها التي كان لها ارتباط هائل مع النفوذ السياسي إلى جانب معاداة الشيوعية التي تعود ما قبل الحرب العالمية الثانية.

## حادثة اختطافها
في 4 فبراير 1974، تم اختطاف هيرست البالغة من العمر 19 عاما من شقتها في بيركلي بكاليفورنيا. وبحسب قولها أنها تعرضت للضرب المبرح حتى فقدت وعيها خلال عملية الاختطاف، وأيضا أثناء الحادث تم إطلاق نار ببندقية آلية والتي أعلنت مسؤولية ذلك جيش التحرير التكافلي (SLA).

## روابط خارجية
- باتي هيرست على موقع IMDb (الإنجليزية)
- باتي هيرست على موقع الموسوعة البريطانية (الإنجليزية)
- باتي هيرست على موقع الموسوعة البريطانية (الإنجليزية)
- باتي هيرست على موقع ألو سيني (الفرنسية)
- باتي هيرست على موقع أول موفي (الإنجليزية)
- باتي هيرست على موقع قاعدة بيانات الأفلام السويدية (السويدية)
- باتي هيرست على موقع إن إن دي بي (الإنجليزية)
- باتي هيرست على موقع قاعدة بيانات الفيلم (الإنجليزية)
- باتي هيرست على موقع كينوبويسك (الروسية)